# Autochloris whitelyi
Autochloris whitelyi är en fjärilsart som beskrevs av Druce 1883. Autochloris whitelyi ingår i släktet Autochloris och familjen björnspinnare. Inga underarter finns listade i Catalogue of Life.